# Pälbar
Pälbar, även stavat Banbar, är ett härad (dzong) som lyder under Chamdo i Tibet-regionen i sydvästra Kina.